# Département de l'immigration (Hong Kong)
Le Département de l'immigration (chinois traditionnel : 入境事務處 ; chinois simplifié : 入境事务处 ; anglais : Immigration Department) est l'un des sept services répressifs de Hong Kong. Il est responsable d'appliquer les lois de l'immigration, de mettre en œuvre les règles relatives aux conditions d'entrée, et d'arrêter les travailleurs/travailleuses non autorisé[e]s. Il est aussi responsable de fournir des passeports et des cartes d'identité aux citoyen[ne]s hongkongais et de fournir des visas aux visiteurs.